# Двенадцать стульев (фильм, 1962)
«Двенадцать стульев» (исп. Las doce sillas) — кубинский фильм 1962 года, режиссёра Томаса Гутьерреса Алеа, основанный на одноименном романе И. Ильфа и Е. Петрова. Фильм участвовал в основном конкурсе третьего Московского международного кинофестиваля в 1963 году.
Действие фильма происходит на Кубе, вскоре после Кубинской революции.

## Актеры
- Энрике Сантистебан — Иполито Гарриго
- Рейнальдо Миравальес[англ.] — Оскар
- Рене Санчес — священник
- Пилин Вальехо — Гертруда
- Идальберто Дельгадо — Эрнесто
- Ана Винья
- Мануэль Перейро
- Педро Мартин Планас
- Рауль Хикес
- Хильда Эрнендес
- Сильвия Планас